# Charles Donahue
Charles Donahue (* 4. Oktober 1941 in New York City) ist ein US-amerikanischer Rechtshistoriker.

## Leben
Er erwarb 1962 den A.B. in Classics and English am Harvard College und 1965 den LL.B. an der Yale Law School. Er ist seit 1980 Professor für Recht an der Harvard Law School.

## Schriften (Auswahl)
- Why the history of canon law is not written. Delivered in the Old Hall of Lincoln's Inn July 3rd, 1984. London 1986, OCLC 246974318.
- mit Thomas E. Kauper und Peter W. Martin: Cases and materials on property. An introduction to the concept and the institution. St. Paul 1993, ISBN 0-314-00931-0.
- Law, marriage, and society in the later Middle Ages. Arguments about marriage in five courts. Cambridge 2007, ISBN 978-0-521-87728-2.